# 파멜라 브리톤

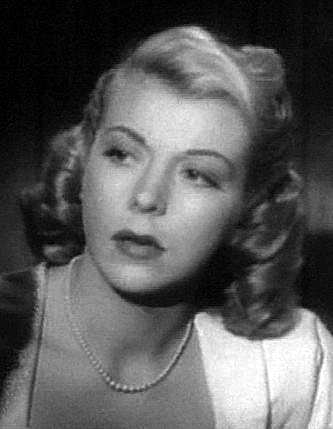

파멜라 브리톤(Pamela Britton, 1923년 3월 19일 ~ 1974년 6월 17일)은 미국의 배우, 가수, 텔레비전 배우, 영화배우이다.
밀워키에서 태어났다.

## 영화
- 이프 이츠 튜즈데이 (1969년)
- 화성인 마틴 - TV 시리즈 (1963년)
- 죽음의 카운트다운 (1950년)
- 닻을 올리고 (1945년)